# Eunidia minimoides
Eunidia minimoides är en skalbaggsart som beskrevs av Stefan von Breuning 1965. Eunidia minimoides ingår i släktet Eunidia och familjen långhorningar. Inga underarter finns listade i Catalogue of Life.